# Disney's Magical Mirror Starring Mickey Mouse
Disney's Magical Mirror Starring Mickey Mouse è un videogioco d'avventura sviluppato da Capcom e pubblicato da Nintendo per GameCube nel 2002.

## Trama
Una notte, mentre Topolino è profondamente addormentato, cade in un sogno in cui un fantasma dispettoso intrappola una visione onirica di se stesso all'interno di uno specchio magico. Bloccato in una grande villa all'interno di un universo alternativo che assomiglia stranamente a casa sua, Topolino desidera ardentemente tornare, attraverso lo specchio magico, nel mondo reale per svegliarsi dal suo stato onirico; tuttavia, il fantasma distrugge lo specchio e i pezzi magicamente si restringono e volano via in diverse aree della casa, trasformando lo specchio magico in uno specchio normale. Il giocatore deve quindi guidare Topolino attraverso le varie stanze della magione, superando con astuzia ostacoli o aprendo passaggi segreti, trovando chiavi per potere aprire le numerose porte chiuse della casa, e varie altre combinazioni. Dopo aver riparato lo specchio prendendo almeno otto dei dodici frammenti, Topolino si prepara ad andarsene, ma il fantasma lo ferma, rivelandogli di averlo portato qui solo per avere qualcuno con cui giocare. Il giocatore, a questo punto, può scegliere di restare o andare via. La scelta di restare farà scappare il fantasma, lasciando Topolino bloccato nel mondo alternativo fino a quando non rientra nella stanza degli specchi, dove il giocatore potrà scegliere di nuovo di restare o andarsene. Se il giocatore sceglie di andarsene, Topolino saluta il fantasma e inizia a tornare a casa, ma quest'ultimo decide di andare con lui (solo se il giocatore ha raccolto tutti e dodici i pezzi dello specchio magico). Dopo che Topolino si è svegliato, scende le scale per prendere qualcosa da mangiare. Se il giocatore ripara lo specchio con tutti e dodici i pezzi trovati, viene mostrato un modello del fantasma appeso al lampadario sul soffitto della camera da letto di Topolino e si sente la risata del fantasma, il che implica che egli ora risiede nella casa di Topolino.

## Gameplay
Il gioco, ideato come single player, utilizza una semplice meccanica punta-clicca che prevede l'utilizzo di un cursore per guidare Topolino verso varie direzioni e posizioni. Topolino reagirà a ciò che il giocatore fa e a ciò che incontra nel gioco esprimendo curiosità, arrabbiandosi, cadendo, scappando, mantenendo la posizione o altre azioni. In generale, il cursore (che non a caso è proprio l'indice della mano di Topolino) può assumere tre diverse colorazioni: grigio, bianco o rosa. Se il cursore è grigio significa che Topolino non può muoversi fino al posto indicato o che non può rispondere e interagire con l'ambiente circostante; se il cursore è bianco, sta ad indicare che premendo in quel punto Topolino si muoverà verso quel posto (se si preme due volte il pulsante A Topolino ci arriverà più velocemente), oppure significa che Topolino può interagire con un oggetto che è nella stanza in cui si trova; il cursore diventa rosa solo se puntato verso Topolino stesso (in questo caso si può fare il solletico a Topolino o farlo muovere in modo insolito e divertente) oppure può diventare rosa se lo si deve premere quando Topolino deve interagire in scene particolari del gioco in cui deve muoversi con particolare agilità o movenze.
Possono essere scoperti anche souvenir speciali, che vengono esposti nella stanza di Topolino alla fine del gioco, come il collare di Pluto o il fiocco di Minnie; alcuni di essi possono essere sbloccati solo attraverso particolari combinazioni di eventi o prestazioni di Topolino, pur trovandosi sempre nel medesimo posto. Inoltre, Topolino dovrà affrontare nel corso della sua avventura diversi minigiochi che prevedono attività come volare in aereo abbattendo il fantasma, percorrere con lo snowboard una pista innevata, eseguire passi di danza, suonare una chitarra elettrica e molti altri ancora.
Durante il gioco, capiterà spesso che Topolino dovrà compiere delle azioni (che può accettare o rifiutare di compiere in quel determinato momento), cioè delle particolari e istintive forme di interazione con l'ambiente circostante; molte di esse sono necessarie per prendere pezzi dello specchio situati in posti altrimenti impossibili da raggiungere per Topolino. Per potere sfruttare le azioni bisogna però possedere l'energia stella necessaria (alcune azioni ne richiedono più di una): essa aumenta progressivamente ogniqualvolta che Topolino trova una grande stella blu. Ogni volta che Topolino trova una grande stella blu l'energia stella si ricarica al massimo (ma sempre non oltre quella disponibile) e viene aggiunto uno slot in più di energia stella disponibile. Naturalmente, non è soltanto trovando stelle grandi blu che si può ricaricare l'energia stella: nel gioco, soprattutto nei corridoi lunghi, sono infatti collocate varie stelle che possono essere dorate, argentate o bronzee, le quali permettono di ricaricare energia (mai superando gli slot disponibili); in particolare, una stellina dorata riempie un intero slot di energia, mentre una stellina argentata ne riempie mezzo mentre una bronzea solo un quarto.
L'obiettivo del gioco è trovare almeno otto dei dodici pezzi dello specchio, per permettere ad esso di ricreare il varco spazio-temporale che lega la stanza da letto di Topolino alla casa delle avventure del fantasma; tuttavia, se vengono ritrovati tutti i dodici pezzi che compongono lo specchio, il fantasma, dispiaciuto nel veder partire Topolino, lo seguirà sino a casa sua.
Il gioco, inoltre, viene presentato nel menu principale in due modalità distinte. Si può scegliere tra:
- Normale: prevede il normale meccanismo di gioco.
- Bambini: permette di giocare in modo diverso, per molti aspetti più semplificato rispetto alla versione normale, visto che in questa modalità le azioni possono essere ripetute infinite volte in una stanza, uscendo e rientrando in essa, e non tutte le stanze del gioco sono presenti. Inoltre, gli oggetti che si dovrebbero trovare nel gioco sono già posseduti da Topolino e nessuna porta della casa è chiusa a chiave; per contro, però, non è possibile salvare il gioco e utilizzare uno dei tre slot di salvataggio presenti nel menu, visto che questa è da considerare esclusivamente come una versione già completa del gioco.

## Funzionalità di gioco extra
Una volta che il gioco è stato completato, saranno sbloccate delle funzioni aggiuntive:
- Il giocatore potrà accedere ad una stanza speciale in cui si trovano tutti gli oggetti appartenenti a ciascun minigioco incontrato durante l'avventura; cliccando sopra un oggetto, il giocatore potrà usare il gioco corrispondente. Inoltre, all'interno di questa stanza è presente anche un piccolo juke-box che contiene ciascuna musica che è presente nelle varie scene e paesaggi incontrati durante il gioco; il giocatore può quindi usare il cursore per accendere l'apparecchio e scorrere tra le varie colonne sonore per ascoltarle a piacimento.
- Il giocatore può ora usufruire di una divertente modalità alternativa di gioco che consiste nel nascondere dei cappelli in vari posti nelle varie stanze del gioco, per poi far tornare di nuovo Topolino nella casa del fantasma per andare a cercarli. Questa modalità è stata concepita soprattutto per permettere il coinvolgimento di una seconda persona (in particolare un genitore, visto che si tratta di un gioco destinato a bambini relativamente piccoli) che può nascondere i cappelli, mentre l'altra persona dovrà cercarli.

Inoltre, è presente, fin dall'inizio del gioco, una modalità secondaria alternativa che permette di espandere l'universo di gioco entro cui è possibile muoversi. Per attivarla è però necessario essere in possesso, oltre ovviamente che del suddetto gioco su Nintendo GameCube, anche del Game Boy Advance (GBA) e della relativa cassetta del gioco "Disney's Magical Quest Starring Mickey & Minnie". A quel punto bisognerà utilizzare il cavo Game Boy Advance per Nintendo Gamecube e connettere il GBA in una presa per controller. Ora bisogna tenere premuto i pulsanti START e SELECT all'accensione del GBA e dare l'avvio al collegamento col GBA.

## Curiosità
Nella scena in cui Topolino utilizza il minigioco dei passi di danza, viene ipnotizzato dalla TV per poi ritrovarvisi magicamente all'interno; prima di essere ipnotizzato, stava osservando delle vecchie scene animate di cui egli stesso era protagonista, insieme anche a Paperino e altri classici personaggi della saga.